# 강경 갑문
강경 갑문(江景 閘門)은 대한민국 충청남도 논산시 강경읍에 설치된 갑문이다. 2014년 9월 1일 국가등록문화재 제601호로 지정되었다.

## 개요
갑문은 3중문 구조로, 제1문과 제2문은 동일한 기단부에 인접하여 설치되었고 제3문은 일정거리 떨어진 곳에 설치되었으며, 수로를 횡단할 수 있도록 보도교가 설치된 시설로, 현재 문은 남아 있지 않으나 문의 개폐장치유구 등이 잘 남아 있다.
조석(潮汐)에 지장을 받지 않으면서 화물의 하역과 선적 작업을 가능하게 하고, 강물의 수위(水位)를 조절하고 홍수 피해를 방지하기 위해 설치한 시설물로 근대기 산업시설로써 가치가 있다.

## 참고 자료
- 강경 갑문 - 국가유산청 국가유산포털